# زيغفريد ليمان
زيغفريد ليمان (بالعبرية: זיגפריד להמן) (4 يناير 1892 – 13 يونيو 1958) معلم إسرائيلي ومؤسس ومدير قرية بين شيمين الشبابية. 
حصل على جائزة إسرائيل في  التعليم في عام 1957.

## حياته
ولد في برلين في ألمانيا في عام 1892 في عائلة يهودية مندمجة.
خدم في الجيش الألماني في الحرب العالمية الأولى كطبيب. وبعد الحرب أصبح صهيونيا واشتراكيا.
أسس ملجأ للأيتام اليهود في برلين في عام 1916، ودار رعاية للأيتام اليهود من الحرب في كاوناس في عام 1919.
هاجر إلى فلسطين تحت الانتداب البريطاني عام 1927، وأسس قرية بن شيمين الشبابية، وهي مدرسة داخلية زراعية كبيرة، تقع قرب موشاف بن شيمين. وعمل مديرا لها من عام 1927 إلى 1957. وحصل على جائزة إسرائيل في التعليم بسبب ذلك في عام 1957.
اعتقلته سلطات الانتداب البريطاني في عام 1940، بسبب إنشاءه مستودعات أسلحة في القرية (فيما يعرف بمحاكمة بن شيمين).
مات في عام 1958.

## جوائز
- حصل على جائزة إسرائيل في  التعليم في عام 1957.[5]